# Урваново (Свердловская область)
Урва́ново — деревня в Туринском городском округе Свердловской области России.

## Географическое положение
Урваново расположено вблизи правого берега крупной урало-сибирской реки Туры, к юго-юго-западу от города Туринска (в семи километрах от центра по прямой и в девяти километрах по дорогам) и в двух километрах к юго-западу от остановочного пункта Ерзовское Свердловской железной дороги. В окрестностях деревни располагается ботанический памятник природы — кедровник.

## Население
| 2002 | 2010 | 2021 |
| ---- | ---- | ---- |
| 24   | ↘21  | ↘15  |